# Elżbieta Krawczuk-Trylińska
Elżbieta Anna Krawczuk-Trylińska (* 5. Oktober 1960 in Białystok als Elżbieta Krawczuk; † 13. Dezember 2017 in Chalon-sur-Saône, Frankreich) war eine polnische Leichtathletin, die sich auf den Hochsprung spezialisiert hatte. Ihren größten sportlichen Erfolg feierte sie mit dem Vizehalleneuropameistertitel im Hochsprung 1981 in Grenoble.

## Sportliche Laufbahn
Erste internationale Erfahrungen sammelte Elżbieta Krawczuk-Trylińska vermutlich im Jahr 1977, als sie bei den Halleneuropameisterschaften in Donostia / San Sebastián mit übersprungenen 1,75 m auf den 13. Platz gelangte. 1979 belegte sie bei den Halleneuropameisterschaften in Wien mit 1,80 m den siebten Platz und im selben Jahr wurde sie bei der Sommer-Universiade in Mexiko-Stadt mit 1,90 m Fünfte. Im Jahr darauf erreichte sie bei den Halleneuropameisterschaften in Sindelfingen mit 1,84 m Rang acht und im Juli schied sie bei den Olympischen Sommerspielen in Moskau mit 1,85 m in der Qualifikationsrunde aus. 1981 gewann sie bei den Halleneuropameisterschaften in Grenoble mit einer Höhe von 1,94 m die Silbermedaille hinter der Italienerin Sara Simeoni und im Sommer wurde sie bei den Studentenweltspielen in Bukarest mit 1,88 m Zehnte. Im Jahr darauf belegte sie bei den Halleneuropameisterschaften in Mailand mit 1,88 m den achten Platz und 1986 brachte sie bei den Europameisterschaften in Stuttgart im Finale keine Höhe zustande. Im darauffolgenden Jahr gewann sie bei den Halleneuropameisterschaften in Liévin mit 1,91 m die Bronzemedaille hinter der Bulgarin Stefka Kostadinowa und Tamara Bykowa aus der Sowjetunion. 
In den Jahren 1979 und 1981 wurde Trylińska polnische Meisterin im Hochsprung im Freien sowie 1980 und 1982 in der Halle.